# Estavar
Estavar település Franciaországban, Pyrénées-Orientales megyében. Lakosainak száma 455 fő (2022. január 1.). Estavar Llívia, Targassonne, Égat, Font-Romeu-Odeillo-Via és Saillagouse községekkel határos.

## Földrajz

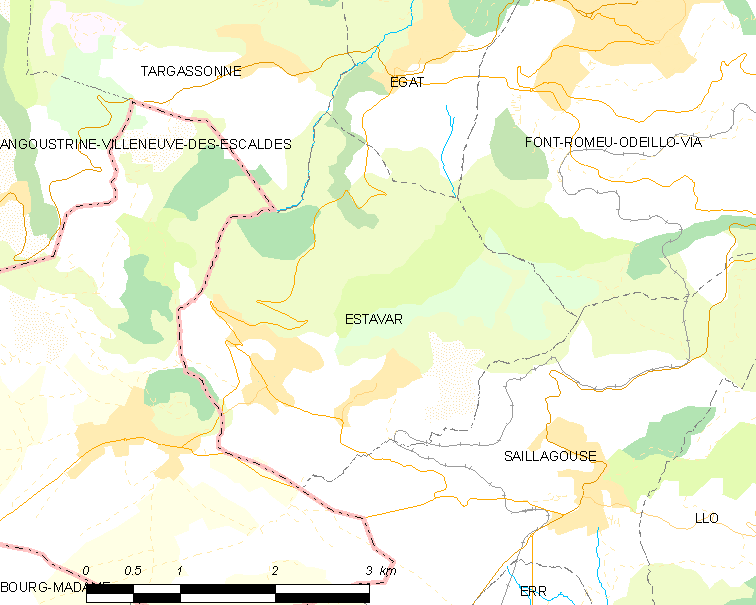
Estavar és környéke

## Népesség
A település népességének változása:
| Lakosok száma | 424  | 457  | 481  | 472  | 475  | 477  | 479  | 467  | 455  |
|               | 2013 | 2015 | 2016 | 2017 | 2018 | 2019 | 2020 | 2021 | 2022 |